# Котіс II (цар сапеїв)
Котіс II (д/н — між 31 та 15 до н. е.) — цар фракійців-сапеїв (Південна Фракія).

## Життєпис
Син Рескупоріда I, правитель сапеїв. У 41 роцідо н. е. після смерті батька успадкував владу. Зберігав вірність римлянам. Після поділу провінцій допомагав проконсулам Марка Антонія у боротьбі з бунтівними фракійськими племенами. Ймовірно очолював війська у битві при Акціумі 31 року до н. е. Був частиною армії Марка Антонія на суходолі.
Подальша доля невідома: за різними відомостями Котіс II загинув 31 року до н. е. під час боїв проти військ Октавіана або був в подальшому страчений. За іншими відомостями зберіг життя та владу й брав участь у походах римлян у 30—28 роках до н. е. проти фракійських племен бессів, гетів, медів. Згідно останньої версії, загинув під час чергового повстання бессів у 15 році до н. е. Владу успадкував старший син Реметалк I.